# Пам'ятник Миколі I (Київ)
Па́м'ятник Мико́лі І у Ки́єві — пам'ятник російському імператору Миколі І Романову у Києві, що знаходився навпроти Київського університету, в Університетському сквері. Встановлений у 1896 році з нагоди 100-річчя з народження Миколи І. Знесений більшовиками у 1920 році.

## Конкурс та спорудження
1872 року тогочасний київський міський голова Павло Демидов висловив пропозицію збудувати у Києві пам'ятник імператору Миколі І, накази якого дозволили у найкоротші терміни перетворити Київ «з провінційного населеного пункту у центр європейського рівня». Призначена міською думою особлива Комісія розробила до 1885 року програму конкурсу на проєкт пам'ятника.
У 1885 році від імені Санкт-Петербурзького Товариства архітекторів було оголошено конкурс, який завершився у березні 1887 року. Першу премію отримав петербурзький скульптор Матвій Чижов, але його проєкт було визнано таким, що не достатньо пасує місту.
Після цього, київська міська влада організувала другий конкурс — цього разу вже від імені Імператорської академії мистецтв. Та за результатами другого конкурсу, що закінчився у 1891 році, перемогу знову здобув Чижов.
Зрештою міська дума погодилася використати роботу Чижова і виділила на будівництво 30 тисяч рублів. Ще 36 тисяч зібрали за підпискою київські підприємці. Також зусиллями генерал-губернатора Олексія Ігнатьєва у Військового відомства вдалося безкоштовно отримати дві тисячі пудів міді, необхідних для відливу статуї. Внесли свій вклад у спорудження монументу і відомі власники Гніванських каменоломень, підприємці Ярошинські, безоплатно передавши 48 тисяч пудів граніту під майбутній постамент пам'ятника. Не лишився обабіч і директор Південно-Західної залізниці, ким на той час був граф Бобринський, віддавши розпорядження безкоштовно доставити будівельні матеріали до Києва.
Закладення монументу відбулося у 1893 році, а 21 серпня 1896 року пам'ятник, відлитий на петербурзькому заводі Гаврилова, до 100-річчя з дня народження Миколи І відкрили в Університетському сквері.
Імператора було зображено у військовому мундирі, лівою рукою він спирався на тумбу з планом Києва. З чотирьох боків постамента роботи Володимира Ніколаєва були барельєфні зображення чотирьох найголовніших споруд, що з'явилися у Києві при Миколі І — Університету, Першої гімназії, Ланцюгового мосту та Кадетського корпусу. З боку університету постамент прикрашали імператорський вензель, бронзовий двоголовий орел і напис рос. дореф. «Императору Николаю І благодарный Кіевъ».

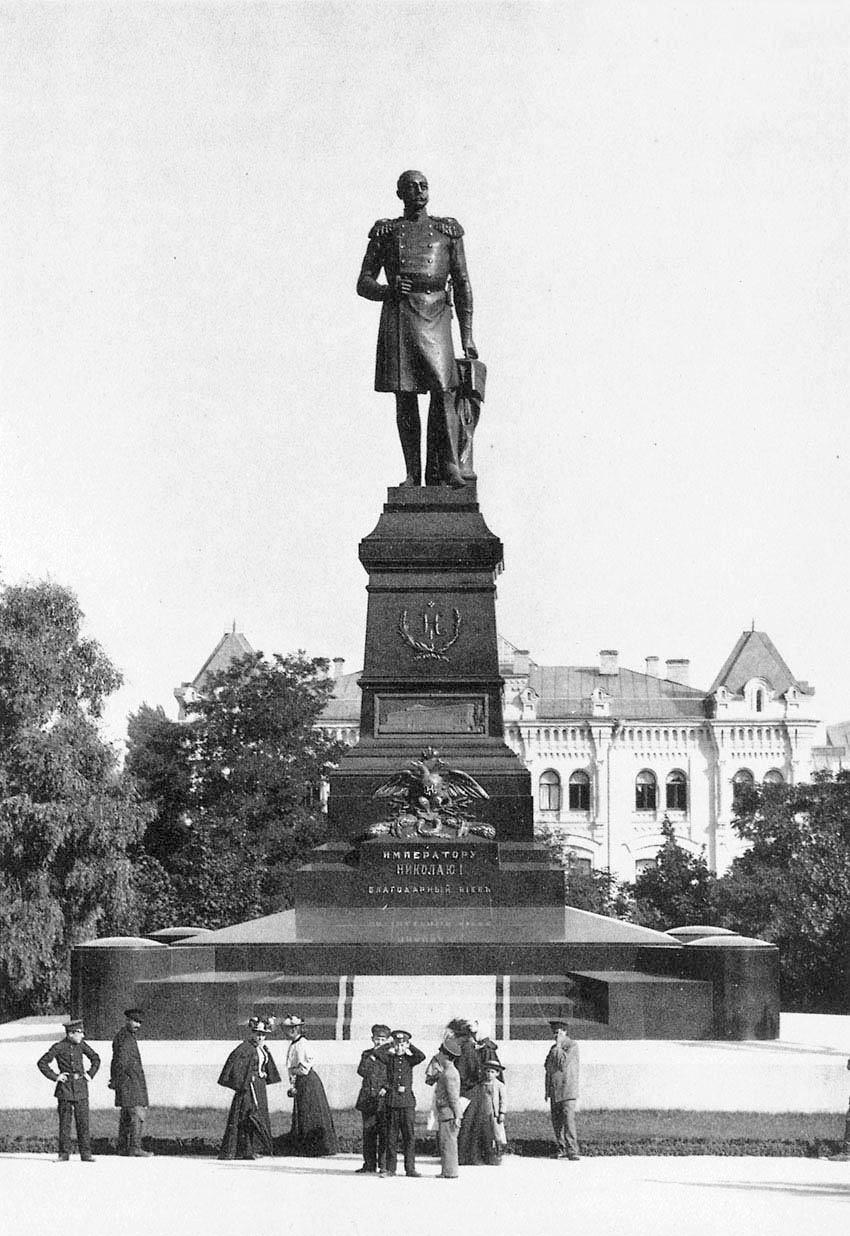

Пам'ятник Тарасу Шевченку на місці пам'ятника Миколі І (встановлений 1939 року)

## Знесення
Пам'ятник Миколі І було знесено більшовиками у 1920 році і переплавлено на заводі «Арсенал». Постамент пам'ятника тривалий час продовжував стояти, виконуючи роль паркової прикраси, проте у 1930-х рр. знесли і його. Розповідають[хто?][кому?], що з частини постаменту було зроблено надгробок Михайла Грушевського на Байковому цвинтарі.
У 1939 році, з нагоди 125-річчя з дня народження, на місці колишнього пам'ятника Миколі І було відкрито пам'ятник Тарасу Шевченку, що і нині знаходиться на цьому місці.